# Ture Olsson
Ture Olsson, född 1907, död 1988, var en svenska domkyrkoorganist i Växjö församling.

## Biografi
Olsson började tag lektioner i orgeln när han var 15 år. Lektionerna tog han för sin pappa Sven Daniel Olsson som var kantor i Uråsa församling. Olsson fortsatte att studera orgel och tog sedan lektioner för domkyrkoorganisten Elof Larsén och musikdirektören Einar Skagerberg i Växjö. Olsson studerade sedan vid Musikhögskolan i Stockholm. Han blev sedan organist i Nässjö församling. 1954 blev han domkyrkoorganist i Växjö församling. I Växjö bildade han många körer och drev en stor konsertverksamhet i staden. Olsson gjorde även många konserter utomlands både som orgelsolist och med körer. 1966 var han orgelsolist på Bach festivalen i Bryssel.
Olsson gav även konserter vid Växjö museum, som hade en gammal Cahman orgel. Han gjorde även en skivinspelning på denna orgel.